# Der Wirrwarr (1919)
Der Wirrwarr ist eine deutsche Filmkomödie von 1919.

## Hintergrund
Die literarische Vorlage stammt von August von Kotzebue. Produziert wurde er von der Eiko Film Deutschland (Nr. 625) auf 1.203 Metern (ca. 66 Minuten) in vier Akten. Die Zensur durchlief der Film im Juli 1919. Die Polizei Berlin erließ ein Jugendverbot (Nr. 43207/43211).